# Окончательное решение еврейского вопроса
Оконча́тельное реше́ние евре́йского вопро́са (нем. Endlösung der Judenfrage) — расовая политика правительства нацистской Германии в отношении евреев. Под эвфемизмом «окончательное решение» подразумевалось массовое уничтожение еврейского населения Европы. Это решение было логическим продолжением расового антисемитизма немецких национал-социалистов.

## История вопроса
Еврейский вопрос как тема сосуществования европейцев и евреев существовал длительное время. В разное время, разные политики предлагали различные пути его разрешения. Рауль Хильберг рассматривал политику нацистов как продолжение христианского антисемитизма:

Христианские миссионеры говорили нам (евреям), в сущности, следующее: вы не имеете права жить среди нас как евреи. Пришедшие им на смену светские правители провозгласили: вы не имеете права жить среди нас. Наконец, немецкие нацисты постановили: вы не имеете права жить... Следовательно, нацисты не отбросили прошлое, они основывались на нём. Не они начали этот процесс, они лишь завершили его.
Впервые термин «окончательное решение» по отношению к евреям будущий фюрер Германии Адольф Гитлер применил в 1919 году в письме командованию немецкой армии, где он пишет, что евреи, которых он считает «расово неполноценными», должны быть ограничены в правах, и призывает к разработке специального закона об инородцах. «Конечная цель этого закона — окончательное решение еврейского вопроса». По мнению Саула Фридлендера, письмо свидетельствует, что эта проблема захватила Гитлера ещё в юности.

## Принудительная эмиграция
На начальном этапе политика нацистов была направлена на массовую принудительную эмиграцию евреев из подконтрольных им стран. Офицер СС Л. фон Мильденштейн активно исследовал тему эмиграции евреев в Палестину и даже совершил туда поездку в 1933 г., о чём была опубликована серия репортажей в газете Der Angriff. В следующем году он был назначен референтом СД по еврейскому вопросу (1934—1936), непосредственно подотчётным Р. Гейдриху, и активно продвигал тему эмиграции евреев с целью «очищения» от них Германии.
24 ноября 1938 года в газете СС «Das Schwarze Korps» в статье «Евреи — что дальше?» (нем. Juden, was nun) было написано:

План ясен: окончательное отделение, полное отсечение. Что это значит? Это значит — удалить евреев не только из сферы экономики германского народа... Это значит гораздо большее! Ни один немец не должен жить под одной крышей с евреями.
Оригинальный текст (нем.)Das Programm ist klar. Es lautet: völlige Ausscheidung, restlose Trennung! Was bedeutet das? Das bedeutet nicht nur die Ausschaltung der Juden aus der deutschen Volkswirtschaft <...> Das bedeutet viel mehr! Es kann keinem Deutschen zugemutet werden, dass er länger mit Juden unter einem Dache lebt.

Для этого после аншлюса Австрии в Вене было создано «Центральное бюро по еврейской эмиграции» под руководством Адольфа Эйхмана (который ранее работал под руководством Мильденштейна). Деятельность по эмиграции евреев контролировалась СС и гестапо. До конца 1938 года Австрию покинуло 45 000 евреев. Германию к этому времени покинуло 145 000 евреев. Апогеем принудительной эмиграции стало так называемое Збонщинское выдворение в конце октября 1938 года, когда 17 тысяч немецких евреев с польскими паспортами были арестованы и насильственно депортированы через польскую границу. 24 января 1939 года в целях ускорения эмиграции евреев из Германии любыми средствами и любой ценой была создана «Центральная имперская служба по делам еврейской эмиграции». Все эмигрировавшие евреи были обязаны выплатить достаточно высокий «налог на бегство из Рейха», введённый, по иронии судьбы, ещё в последний год существования Веймарской республики.
Эйхман, в отличие от Мильденштейна, критически относился к еврейской эмиграции, так как видел в этом опасность возникновения сильного еврейского государства как противника Германии. В 1939 г. он сам возглавил референтуру по еврейскому вопросу при СД.
До начала Второй мировой войны Германию, Австрию и Чехословакию покинуло от 350 тысяч до 400 тысяч евреев. Из 235 тысяч еврейских иммигрантов в Палестине с 1932 по 1939 год примерно 60 тысяч были немецкими евреями.

## Начало войны и планы по созданию резерваций
После оккупации Польши под немецким контролем оказалось около 2 млн польских евреев. В связи с этим нацисты начали пересмотр отношения к решению «еврейского вопроса». 21 сентября 1939 года в Берлине под руководством Рейнхарда Гейдриха состоялось совещание по теме «Еврейский вопрос на оккупированных территориях». Протоколы совещания были посланы руководителям айнзатцгрупп. Им следовало сосредоточить евреев из сёл и местечек в больших городах вблизи железной дороги, евреев и цыган из рейха переместить в Польшу. Поощрение эмиграции с началом войны не остановилось, однако сами возможности переехать в другую страну, за исключением короткого периода открытой границы с СССР во время раздела Польши, свелись практически к нулю.
Нацисты рассматривали несколько вариантов создания крупных еврейских резерваций — в районе Люблина и даже на Мадагаскаре. Однако по ряду причин эти планы не осуществились: продолжение войны сделало нереальным «план Мадагаскар», а создание крупной резервации было заменено созданием отдельных гетто в крупных городах. В конце 1940 года началась политика отказа от поощрения эмиграции.

## Массовое уничтожение

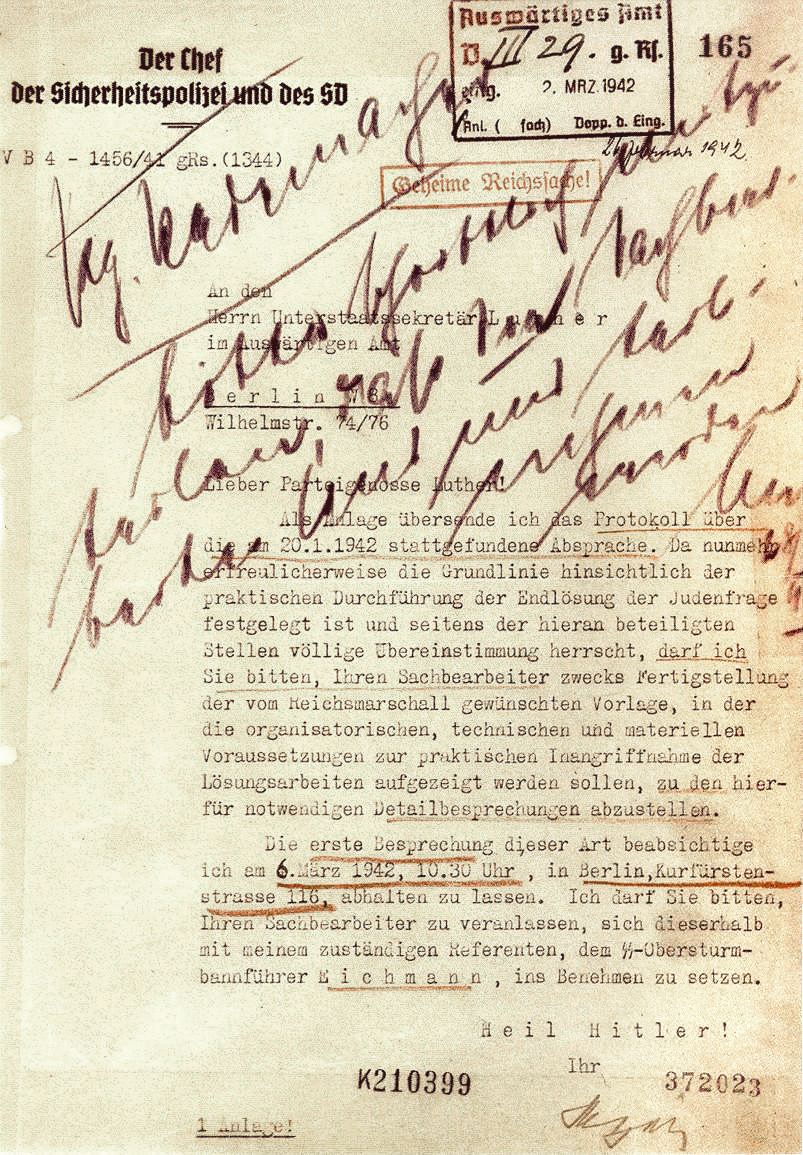
Письмо Рейнхарда Гейдриха немецкому дипломату Мартину Лютеру по поводу «окончательного решения». 26 февраля 1942

После нападения Германии на СССР 22 июня 1941 года подразделения СС, полиция и айнзатцгруппы начали уничтожение советских евреев путём массовых расстрелов. Существенное содействие в этом в Литве, Латвии, Эстонии, РСФСР и на Украине оказали местные коллаборационисты.
Осенью 1941 года для уничтожения стали использовать газвагены — автомобили, кузов которых был предназначен для отравления пассажиров угарным газом.
Осенью 1941 года Генрих Гиммлер поручил генералу Одило Глобочнику начать уничтожение евреев на территории генерал-губернаторства (часть Польши). В рамках этого плана было начато строительство трёх концлагерей, предназначенных для уничтожения заключённых: Белжец, Собибор и Треблинка. После гибели в мае 1942 года в Чехии Рейнхарда Гейдриха этот план получил название Операция Рейнхард.
Итоговое решение о детальной программе массового уничтожения было принято 20 января 1942 года на конференции в Ванзее. Дитер Вислицени на допросе в Нюрнбергском трибунале 3 января 1946 года утверждал, что период планомерного уничтожения евреев в политике «окончательного решения» начался с 1942 года.
В дальнейшем в качестве лагеря смерти служил также концлагерь Майданек, а весной 1942 по приказу Гиммлера лагерь Освенцим II (Аушвиц-Биркенау) также был перепрофилирован в лагерь уничтожения. В Освенциме было уничтожено около 1,3 миллиона заключённых, в том числе примерно 1,1 миллиона евреев. Всего в лагерях смерти погибло 2,7 миллиона евреев.

## Результаты
Результатом политики «окончательного решения еврейского вопроса» стала гибель примерно 6 миллионов евреев Европы. Усилиями израильского Музея Катастрофы и героизма Яд ва-Шем 4 миллиона жертв идентифицированы персонально.
В результате нацистского геноцида пришла в упадок и угасла культура идиш как образ жизни восточноевропейского еврейства и восприятия им окружающего мира. Вместе с тем эти события привели к подъёму национального самосознания евреев в разных странах. Это помогло мобилизовать выживших евреев и дало новое дыхание сионистскому движению, что вскоре привело к образованию Государства Израиль на их исторической родине в Палестине.

## Историография
Одним из ключевых дискуссионных вопросов истории Холокоста является форма и время принятия решения о массовом уничтожении евреев. Много лет продолжается научный спор между так называемыми «функционалистами» и «интенционалистами»: был ли Холокост результатом изначальных намерений Гитлера истребить евреев или развивался постепенно — от антисемитской пропаганды через отдельные акции к массовому, но изначально незапланированному уничтожению.
Ещё 30 января 1939 года Гитлер, выступая в рейхстаге, сказал, что если евреи ввергнут Европу в войну, то «результатом войны будет не большевизация мира и, следовательно, триумф еврейства, а уничтожение еврейской расы в Европе». Некоторые историки считают это высказывание предвестником готовности нацистов к массовому уничтожению евреев.
Конкретный документ, свидетельствующий о точной дате принятия решения о массовом уничтожении евреев, не сохранился. Тем не менее, часть историков уверена, что такой документ существовал и был принят весной или в начале лета 1941 года. В частности, профессор Дан Михман считает, что это мог быть устный секретный указ Гитлера. Он ссылается на немецкого историка Мартина Брошата, который исследует систему руководства Германией в книге «Государство Гитлера». Такие указы Гитлер начал принимать вскоре после начала Второй мировой войны. Аналогичного мнения придерживается историк Хельмут Краузник. Другие учёные (в частности, Рауль Хильберг и сам Мартин Брошат) полагают, что такой документ появился намного позже или не существовал вовсе, однако такая позиция не означает отрицания ими немецкой политики массового геноцида евреев.